# Omphalucha clarescens
Omphalucha clarescens là một loài bướm đêm trong họ Geometridae.